# 693. grenadirski polk (Wehrmacht)
693. grenadirski polk (izvirno nemško 693. Grenadier-Regiment; kratica 693. GR) je bil pehotni polk Heera v času druge svetovne vojne.

## Zgodovina
Polk je bil ustanovljen 15. oktobra 1942 in dodeljen 339. pehotni diviziji. Razpuščen je bil 27. oktobra 1943.